# Richard Long (kunstenaar)
Richard Long (Bristol, 2 juni 1945) is een Engelse beeldhouwer, schilder en fotograaf, die vooral bekend is om zijn land art en conceptuele kunst.

## Leven en werk
Long werd in 1945 geboren in Bristol waar hij nog steeds woont. Hij begon zijn studie in 1962, eveneens in deze stad, aan het West England College of Art. Na het voltooien van deze studie startte hij in 1966 een studie aan de St. Martin's School of Art (nu bekend als Central Saint Martins College of Art and Design) in Londen. In hetzelfde jaar dat hij deze studie voltooide had hij zijn eerste solo-expositie bij Konrad Fischer.
Richard Long fotografeert en manipuleert het landschap om zich heen. De meeste van zijn werken  ontstaan tijdens wandelingen door de natuur. Een voorbeeld is A Line Made by Walking (1967) waar hij op de grond een lange lijn 'tekent' door verschillende keren heen en weer te lopen. De foto's, die hij van zijn ingrepen maakt, vormen vaak het enige overblijfsel dat aan een groter publiek gepresenteerd kan worden. Hiermee worden door hem grafische werken vervaardigd die veelal bestaan uit een foto en een simpele tekst. Hoewel het meeste van zijn land art te vinden is in Groot-Brittannië, heeft hij ook werken gemaakt in onder andere de Sahara, Spanje en de Verenigde Staten.
Naast land art maakte Long ook sculpturen voor musea. Deze bestaan uit stukken steen of hout die in een cirkel of een andere geometrische figuur zijn neergelegd. Hij maakt ook grote wandschilderingen met klei en modder. In de zomer van 2023 was hij artist-in-residence bij het Rijksmuseum Amsterdam. Hij ontwierp toen een aantal "beeldhouwwerken" van gras en steen. In plaats van steen weg te houwen, werd in de tuinen gras gedeeltelijk weggeknipt/weggemaaid. Het was daarbij de bedoeling dat de graswerken door de natuur voltooid zullen worden en uiteindelijk opgaan in de natuur.

## Werk in openbare collecties (selectie)
- Koninklijke Musea voor Schone Kunsten van België
- Kröller-Müller Museum, Otterlo,[2]
- Museum Abteiberg, Mönchengladbach
- Museum Boijmans Van Beuningen, Rotterdam[3]
- Museum De Pont, Tilburg[4]
- Van Abbemuseum, Eindhoven

## Galerij

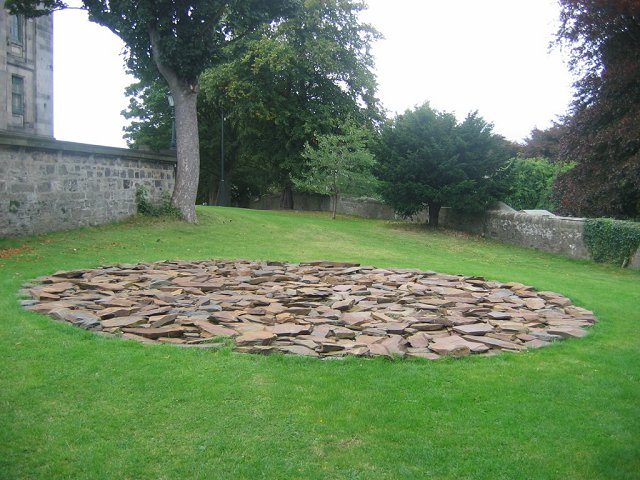
MacDuff Circle
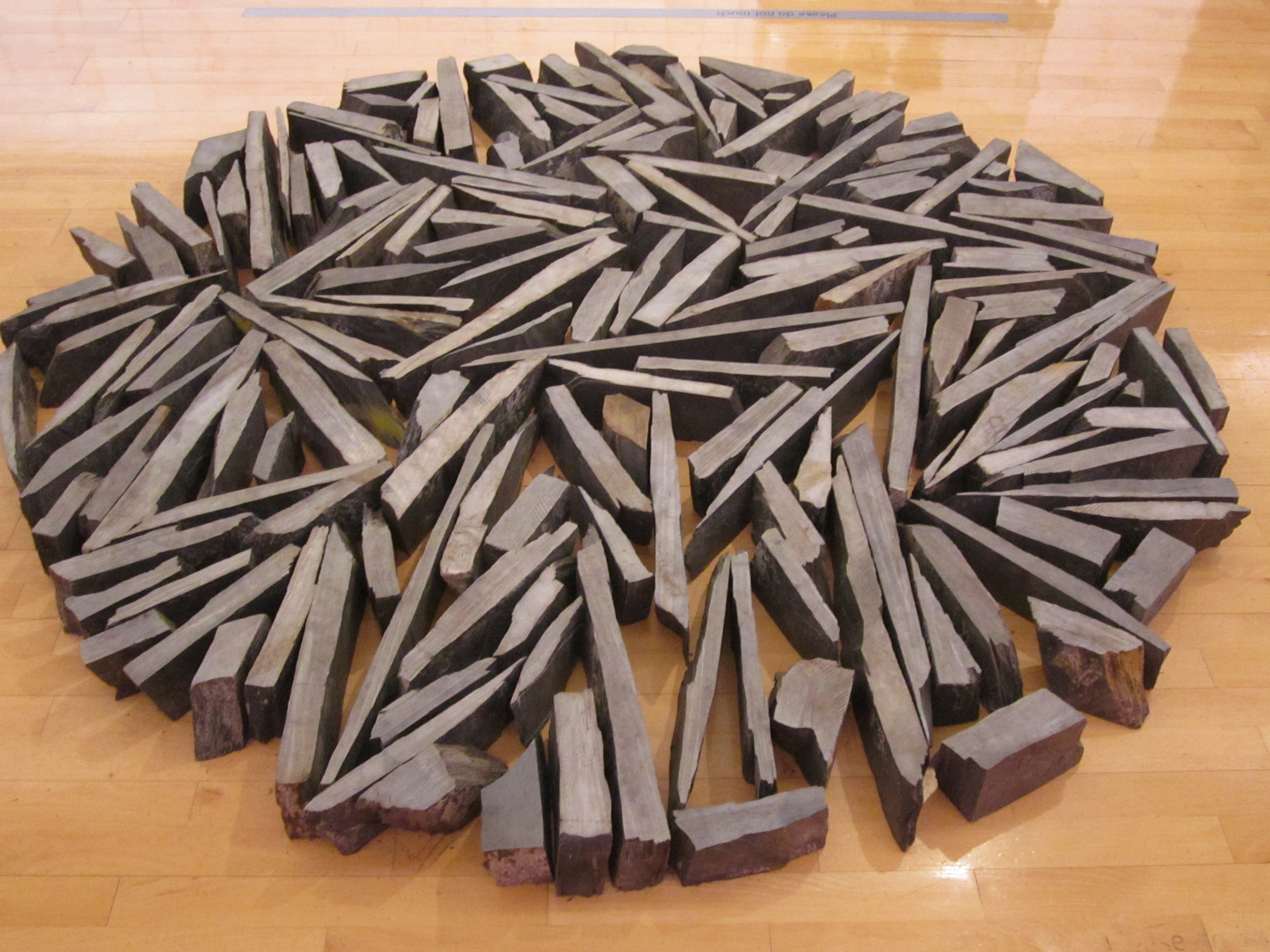
South Bank Circle
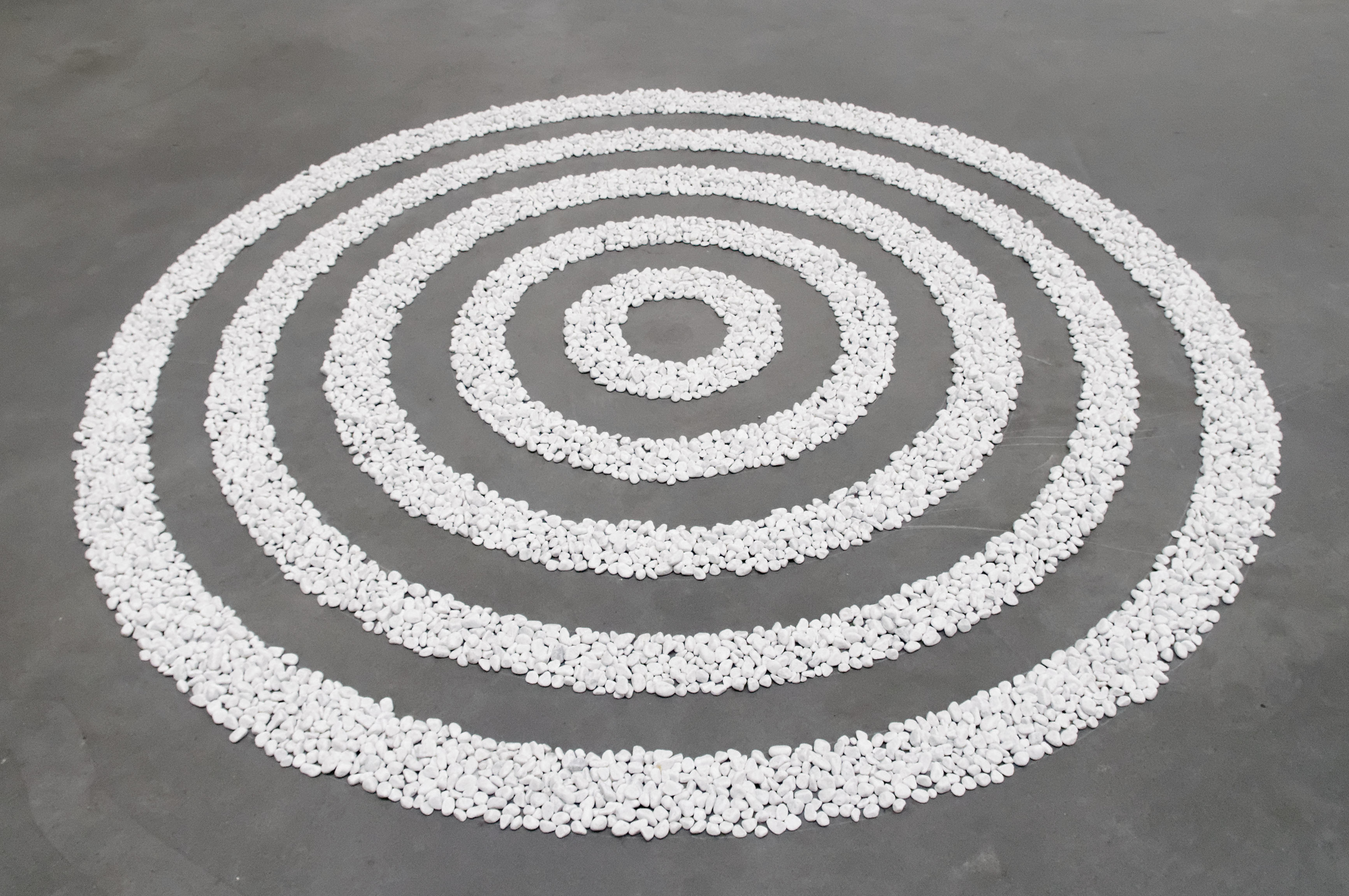
Small White Pebble Circles
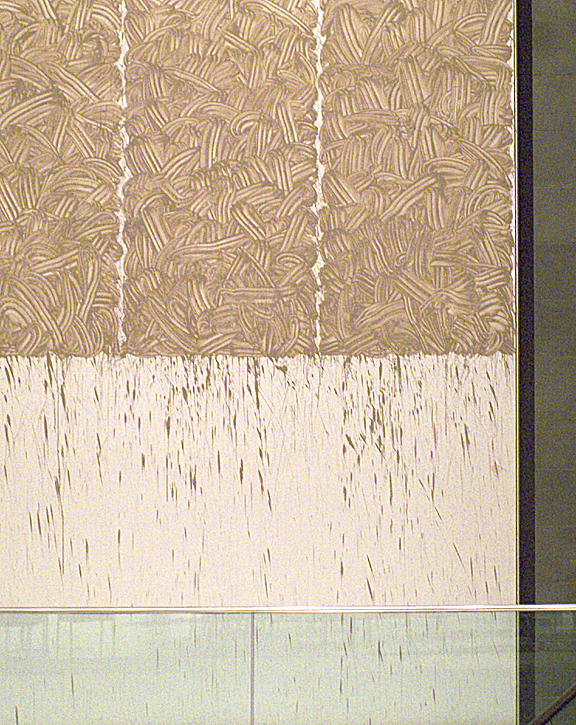
Riverlines (detail)
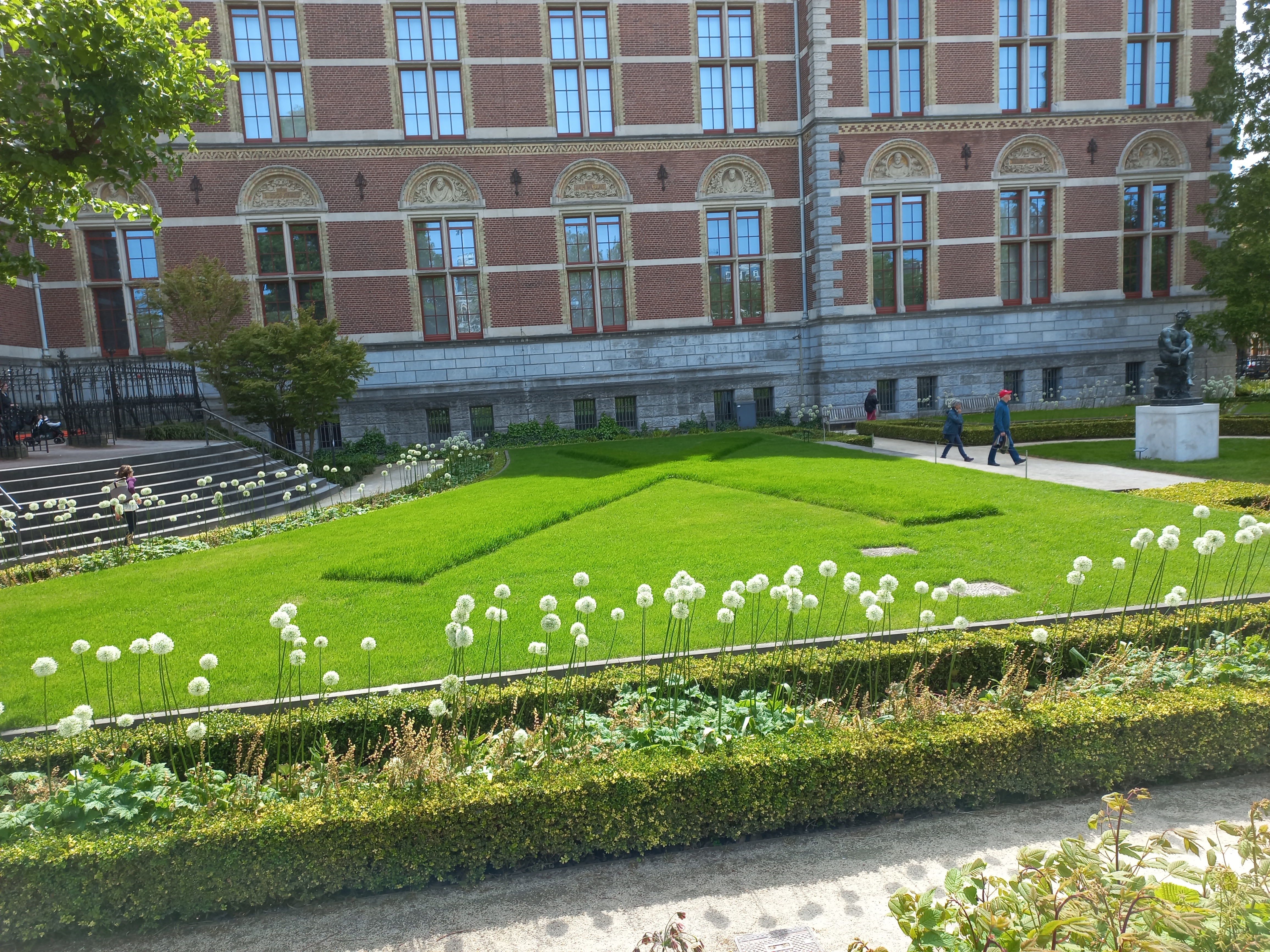
Time after time in tuinen Rijksmuseum (mei 2023)